# Zone ornithologique de la plage de Bertha
La Zone ornithologique de la plage de Bertha est une zone importante pour la conservation des oiseaux  de 3 300 ha de zones humides côtières à l'entrée du détroit de Choiseul sur le côté est de la Malouine orientale (Îles Malouines), identifiée par la Birdlife International (BLI) en raison de son importance pour une variété d'échassiers migrateurs et d'autres oiseaux aquatiques.
Le site Ramsar de la plage de Bertha, d'une superficie de 4 000 ha, la reconnaît comme une zone humide d'importance internationale.

## Description
L'aire protégée se trouve à environ 8 km au sud-est de l'aéroport de Mount Pleasant et à 40 km au sud-ouest de Stanley.
Le site comprend la côte et son arrière-pays immédiat, de Fox Point à Bertha's Beach. Il contient un habitat typique des zones humides côtières des Malouines avec une plage de sable blanc, des dunes côtières, des landes maritimes, des étangs d'eau douce et des lagunes saumâtres. La terre derrière la plage de Bertha est dominée par des plaines de Cortaderia pilosa. Au nord-est de Bertha's Beach se trouve une vaste zone de basses terres côtières avec des îles et des promontoires, avec des lits de varech s'étendant jusqu'à 4 km au large.

## Flore et faune
Quelque 77 espèces de plantes à fleurs ont été recensées sur le site Ramsar, dont la rare Dusen's moonwort  (espèce de Botrychium).
Il existe une colonie de reproduction d'otarie à crinière dans les îles voisines. Le dauphin de Peale peut souvent être vu de la plage, jouant dans les vagues.

## Oiseaux
Les oiseaux pour lesquels le site est d'importance pour la conservation comprennent la reproduction du brassemer des Malouines, de l'ouette à tête rousse, du manchot papou (500 couples), du manchot de Magellan et du mélanodère à sourcils blancs, ainsi que du bécasseau à croupion blanc migrateur (15.000 individus).
Les étangs derrière la plage et les dunes abritent de nombreux oiseaux aquatiques, notamment le cygne à cou noir, le canard de Chiloé, le canard huppé de Patagonie, le brassemer de Patagonie, le canard à queue pointue, la sarcelle bariolée et la sarcelle tachetée et le grèbe aux belles joues et le grèbe de Rolland.

## Galerie

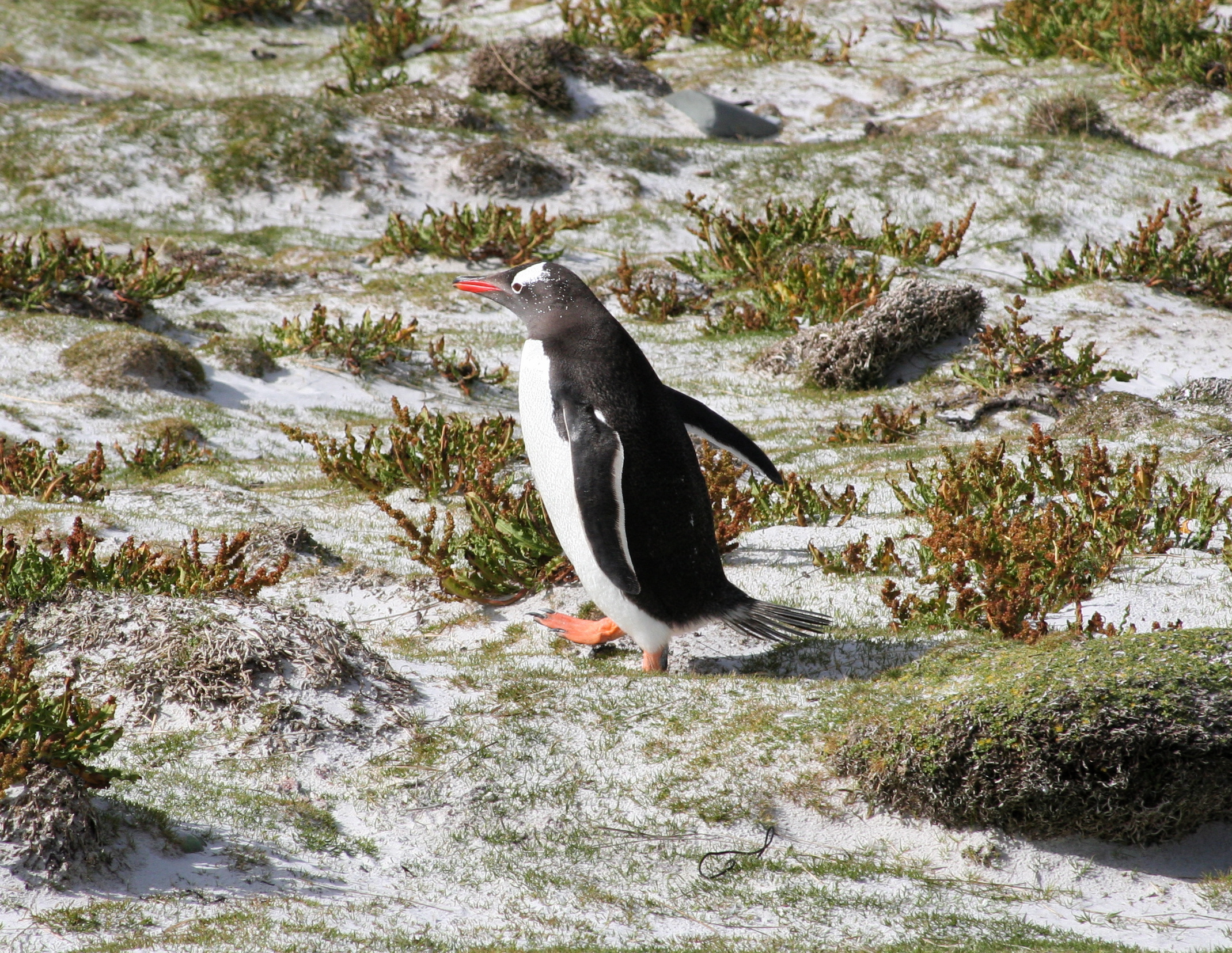
Manchot papou.
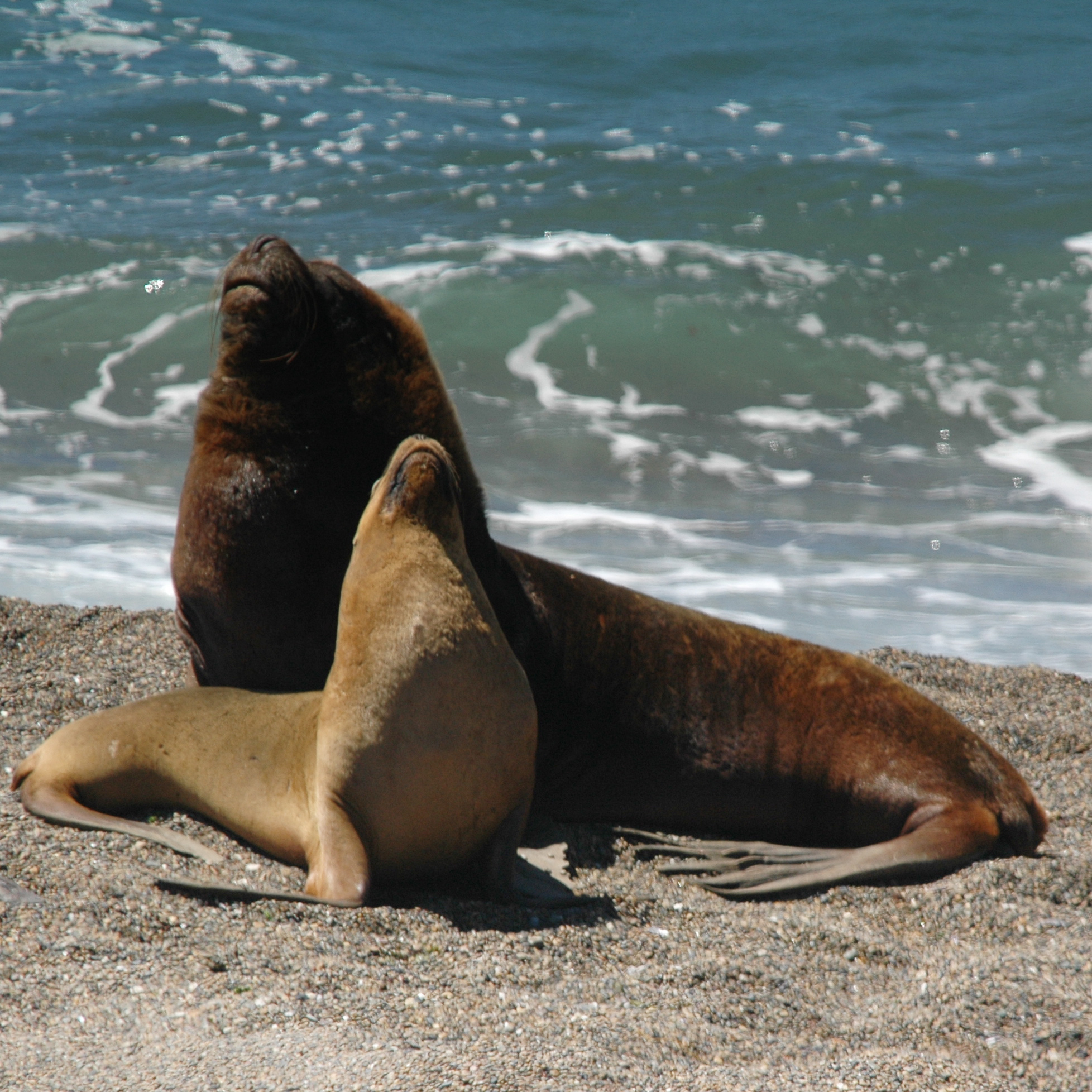
Otarie à crinière.
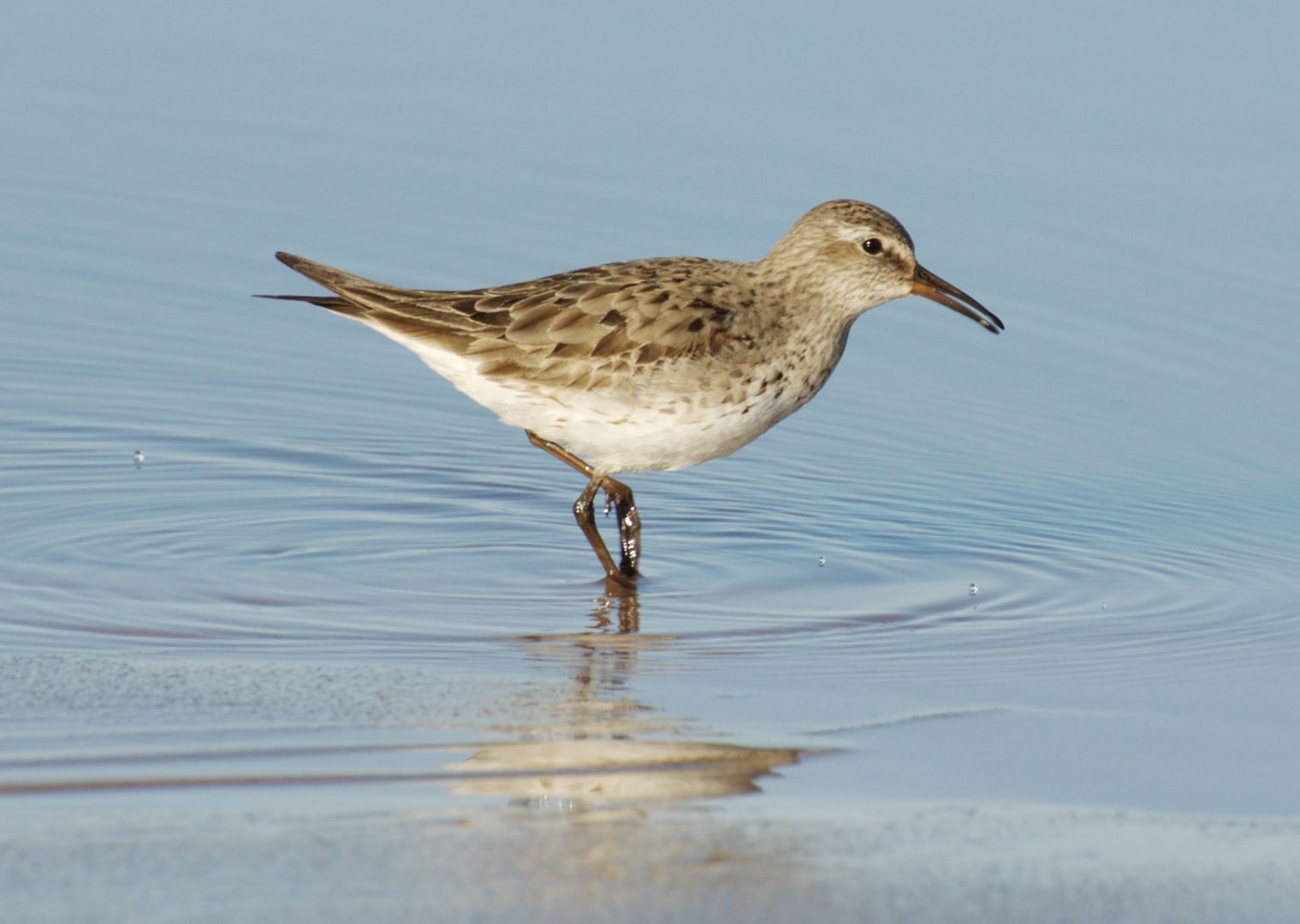
Bécasseau à croupion blanc.
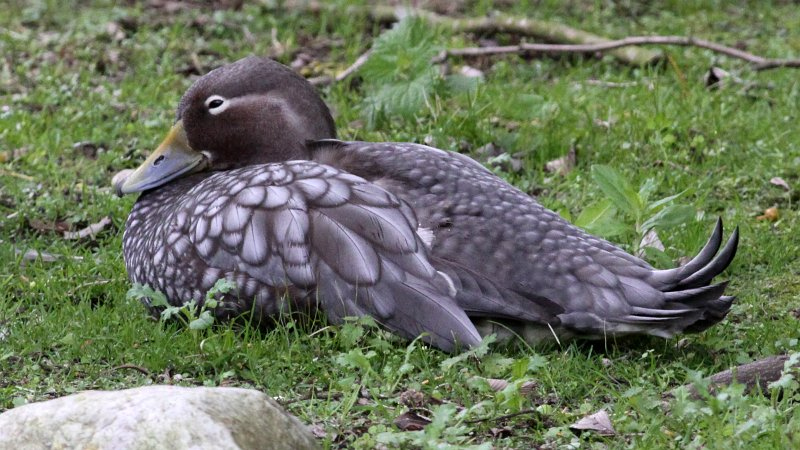
Brassemer de Patagonie.